# پارک موضوعی یانگوم بزرگ
پارک موضوعی یانگوم بزرگ (کره‌ای: 대장금 테마파크) یک مجموعه فضای باز ترمیم و بازسازی شده متعلق به بنگاه پخش مونهوا است که در آن بیشتر صحنه‌های درام کره ای جواهری در قصر فیلمبرداری شده است.

## تاریخچه
مساحت مجموعه فضای خارج حدود ۲۰۰۰ متر مربع در دره فرهنگی ام‌بی‌سی یانگجو است که در منسونگ-دانگ، شهر یانگجو، استان گیونگ‌گی واقع شده است. قبل از اینکه این مجموعه برای عموم مردم باز شود از آن به عنوان محل فیلمبرداری درام‌های تاریخی قبلی مانند هور جون و تاجر پوسان و همچنین سریال‌های گوناگون دیگری استفاده می‌شد.

## افتتاحیه
پارک موضوعی یانگوم بزرگ که در دسامبر ۲۰۰۴ به روی عموم باز شد، اولین پارک موضوعی درام کره جنوبی است. این پارک برای گسترش موج کره‌ای و معرفی نه تنها فرهنگ کره بلکه فرهنگ دربارهای کره باستان ساخته شده است.
تعداد ۲۳ امکانات در این مجوعه مانند دائه جئون، دائه بی جئون، سو را گن (سو جو بنگ)، توی سون گن، اوک سا، مهمانسرا، سا آونگ ون، محل آبجوسازی و غیره وجود دارد. همچنین ابزارآلاتی وجود دارد که در زمان فیلمبرداری جواهری در قصر از آن‌ها استفاده شده است. رویدادها و برنامه‌های تجربی در این مکان در حال بهبود است تا بازدیدکنندگان بتوانند چیزهای مختلفی را دیده و تجربه کنند.

## تعطیلی
به دلیل برخی آسیب‌های وارد شده به سازه‌های ساختمانی موقت آن و به دلایل ایمنی بازدیدکنندگان، این پارک موضوعی در تاریخ ۱ ژانویه ۲۰۱۴ به روی عموم بسته شد، در حالی که به عنوان محل فیلم‌برداری برای تولید درام‌های با مضمون تاریخی و نمایش‌های مختلف ادامه دارد.